# Geschichte der Juden in Danzig

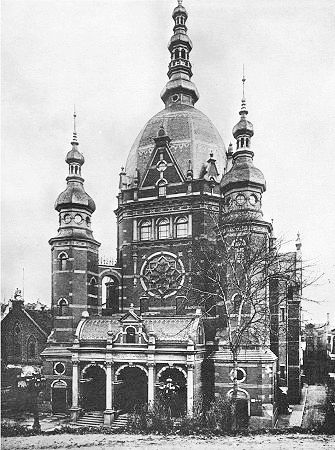
Große Synagoge, 1897 bis 1939

Jüdisches Leben gehörte zur Geschichte der Stadt Danzig und ihrer Vororte über viele Jahrhunderte, oft unter schwierigen Bedingungen.

## Geschichte

### 1000 bis 1793

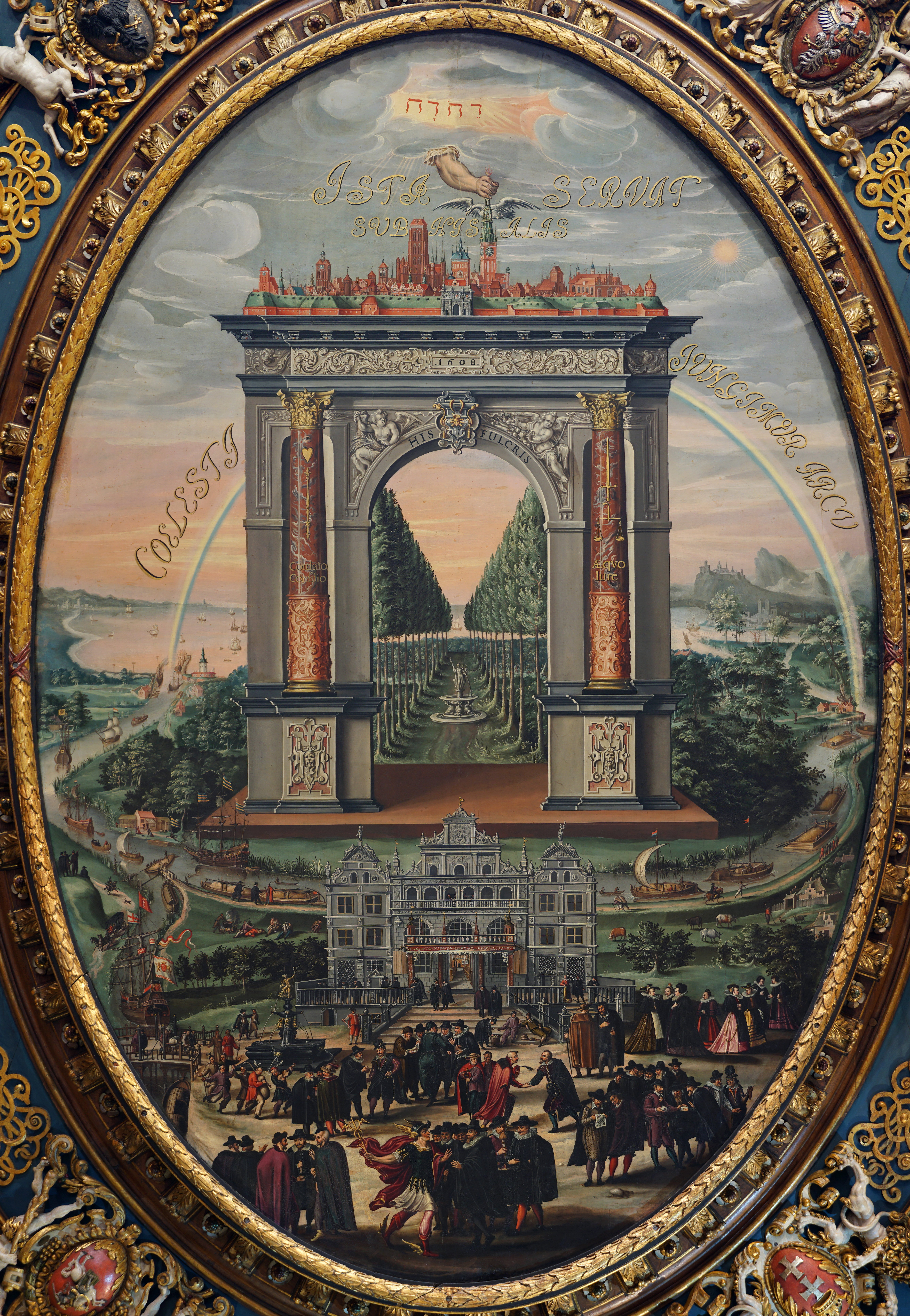
Izaak van den Blocke, Apologie des Danziger Handels, 1608, mit sephardischen Kaufleuten aus Portugal (rechts, zweite Reihe von unten)

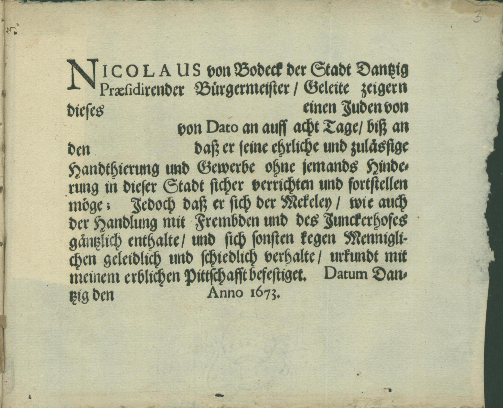
Genehmigungsformular für eine Woche Handel und Gewerbe, ausgestellt vom Danziger Bürgermeister von Bodeck, 1673

Die Bedingungen für Juden, sich in Danzig niederzulassen und dort zu leben, waren in den meisten Zeiten schwierig.
In den ersten Jahrhunderten gab es in der entstehenden Handelsstadt wahrscheinlich auch jüdische Kaufleute, Nachrichten darüber sind aber nicht erhalten. Nach der Übernahme des Gebietes durch den Deutschen Orden erließ der Hochmeister 1309 ein Niederlassungsverbot für Juden (de non tolerandis Judaeis). Nachdem die Stadt 1466 zum Königreich Polen gekommen war, verbesserten sich deren Niederlassungsmöglichkeiten etwas. Von 1476 ist ein erstes Privileg für zwei jüdische Kaufleute erhalten, die in Danzig handeln durften. Die deutschen Kaufmannsgilden verhinderten allerdings eine Niederlassung in der eigentlichen Innenstadt bis in das späte 18. Jahrhundert. Seit dem 16. Jahrhundert wohnten Juden deshalb in Vororten, zuerst in Alt-Schottland und Weinberg, dann auch in Langfuhr. 1623 erhielten sie die Möglichkeit, sich auch auf der Speicherinsel vor den Toren der Stadt niederzulassen. Dort ist seit etwa 1653 eine Judengasse bezeugt. In all diesen Orten entstanden Synagogen. 1723 mussten die jüdischen Bewohner die Speicherinsel auf Druck der deutschen Kaufmannschaft wieder verlassen und zogen in die Vororte.

### 1793 bis 1944
Erst nach der preußischen Eroberung der Stadt 1793 war es für jüdische Bewohner möglich, in der Innenstadt zu wohnen. Zentrum des jüdischen Lebens wurde die Breitgasse, in der auch eine Synagoge entstand. Während der französischen Besetzung 1807 bis 1813 waren sie theoretisch zwar erstmals gleichberechtigte Bürger, tatsächlich vertrieben die anhaltenden militärischen Kämpfe allerdings viele von ihnen aus ihren Häusern in den Vororten.
Seit 1849 gab es eine Verbesserung der Rechtsstellung von Juden im Königreich Preußen, seit 1871 waren sie in allen Bereichen gleichberechtigt. Etliche wurden Rechtsanwälte, Ärzte, Lehrer oder Unternehmer. Seit etwa 1880 kamen zehntausende Emigranten aus dem Russischen Reich nach Pogromen, von denen die meisten aber bald weiter in die USA oder nach Palästina zogen. Nur wenige blieben und errichteten auch eine eigene Synagoge.
1897 wurde durch die vereinigten deutschen Gemeinden die Große Synagoge mit etwa 2000 Plätzen in der Reitbahnstraße geschaffen. In den folgenden Jahren entstanden zahlreiche weitere jüdische Vereine und Gesellschaften.
Seit 1919 kamen wieder zahlreiche jüdische Emigranten aus Russland wegen der dortigen Revolution und dem Bürgerkrieg. Diese stellten bald die Mehrheit in der Stadt, was zu Konflikten mit denn einheimischen und meist assimilierten Juden führte.

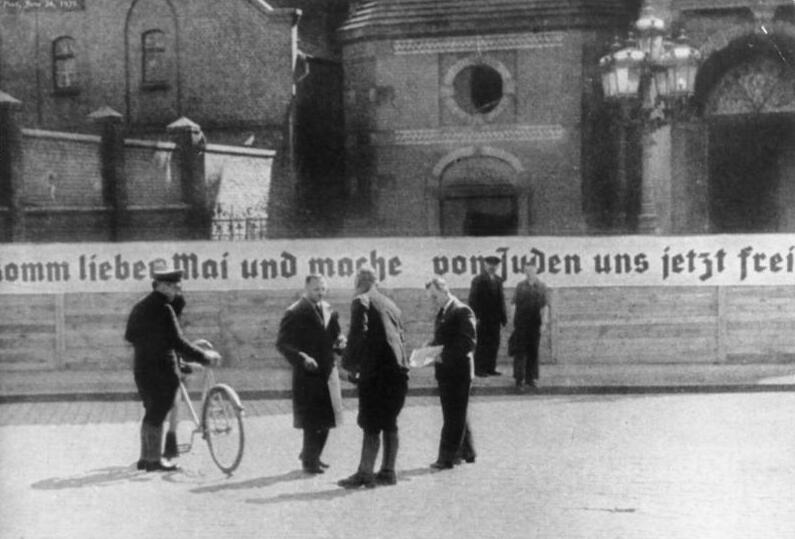
Verfolgungszeit. Große Synagoge, Juni 1939

Nachdem die NSDAP 1933 die Führung der Regierung der Freien Stadt Danzig übernommen hatte, verschlechterte sich die Situation der jüdischen Bevölkerung zunehmend. 1937 kam es zu ersten gewalttätigen Ausschreitungen gegen Kaufleute, im November 1938 zu weiteren. Anfang 1939 entschloss sich die Gemeinde, alle Synagogen und den Grundbesitz zu verkaufen. Im April wurde der letzte Gottesdienst in der Großen Synagoge gehalten, im Mai begann der Abriss durch die Stadt.
Im September 1939 lebten nur noch etwa 1400 Juden in Danzig, die meisten anderen waren in die USA, nach Palästina und in andere Orte ausgewandert. Es wurde ein Ghetto auf der Speicherinsel eingerichtet. Da auch weiterhin die Möglichkeit einer geregelten Emigration bestand, verließen weitere die Stadt. Die verbliebenen etwa 600 wurden 1941 in das Konzentrationslager Theresienstadt und weitere Lager gebracht.

### Nach 1945
Nach 1945 kamen etwa tausend polnische Juden nach Danzig, von denen viele aber bald weiter emigrierten. Seit den 1950er Jahren gab es nur wenige hundert jüdische Bewohner in der Stadt. Es kam wiederholt zu antisemitische Anfeindungen, 1968 auch zu Ausschreitungen.

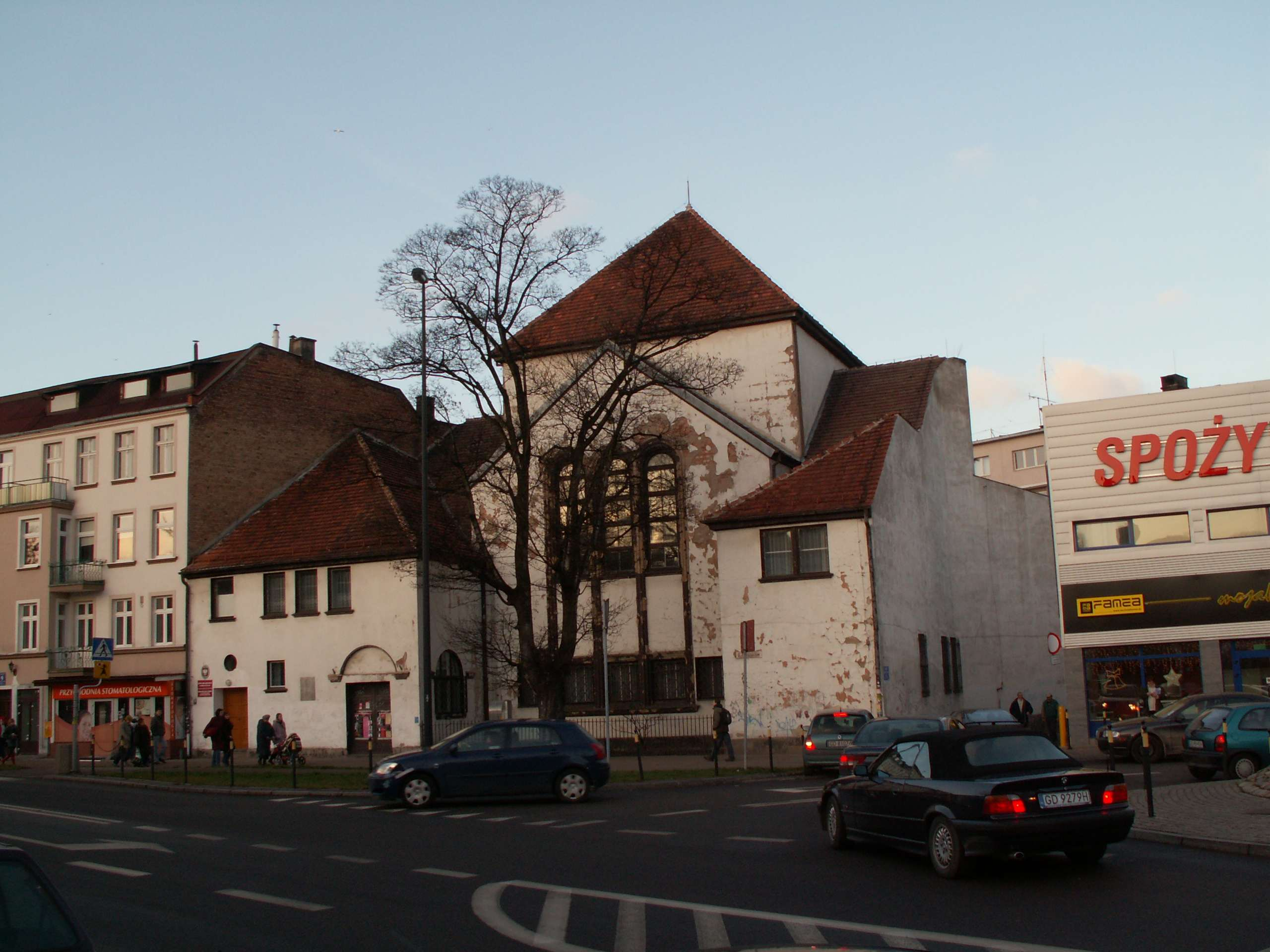
Neue Synagoge in Danzig-Langfuhr

Nach 1990 verbesserten sich die Lebensbedingungen der jüdischen Bewohner der Stadt. 2001 konnte die einzige erhaltene Synagoge in Langfuhr wieder erworben und 2009 eingeweiht werden.
In den 2010er Jahren gab es etwa 300 Juden in Danzig, von denen etwa 100 einer liberalen Reformgemeinde angehören.

## Persönlichkeiten

### Geboren in Danzig
In Danzig wurden geboren
- Salomon Adler (1630–1709), Maler in Italien
- Avraham ben Yehiel Michael (Avraham Danzig; 1748–1820), Rabbiner und Kaufmann in Wilna
- Aaron Bernstein (1812–1884), Gelehrter
- Levin Goldschmidt (1829–1897)
- Otto Münsterberg (1854–1915), Jurist und Stadtverordneter in Danzig
- Hugo Münsterberg (1863–1916), Psychologe in den USA
- Julius Lippmann (1864–1934), Oberpräsident der Provinz Pommern
- Alfred Flatow (1869–1942), Turner, Olympiasieger 1896, starb im KZ Theresienstadt
- Max Abraham (1875–1922), Physiker
- Benno Chajes (1880–1938), Mediziner und Mitglied des Preußischen Abgeordnetenhauses
- Salome Gluecksohn-Waelsch (1907–2007), Genetikerin in den USA
- Moshe Landau (1912–2011), Präsident des Obersten Gerichts in Israel
- Meir Shamgar (eigentlich Sternberg; 1925–2019), Präsident des Obersten Gerichts in Israel
- Zvi H. Rosen (1925–2014), israelischer Philosoph
- Frank Meisler (1925–2018), Architekt in Israel
- Rutka Laskier (1929–1943), schrieb ein Tagebuch
- Zalman Shoval (* 1930), israelischer Diplomat
- Avi Pazner (* 1937), israelischer Diplomat

### Wirkten in Danzig
In Danzig und den Vororten wirkten folgende Persönlichkeiten, die nicht in der Stadt geboren wurden.
- Elchanan Aschkenasi (1713–1780), Rabbiner in Alt-Schottland
- Israel Lipschitz (1782–1860), bedeutender Rabbiner
- Theodor Hirsch (1806–1881), Historiker zur Westpreußischen und  Danziger Geschichte
- Selig Gronemann (1843–1918), Rabbiner
- Cossmann Werner (1854–1918), Rabbiner, weihte 1887 die Große Synagoge ein
- Max Freudenthal (1868–1937), Rabbiner
- Julius Jewelowski (1874–1951), Unternehmer und Senator
- Hugo Neumann (1882–1962), Rechtsanwalt und Senator
- Samuel Echt (1888–1974), Historiker des Judentums in Danzig
- Bernhard Kamnitzer (1890–1959), Senator
- Erwin Lichtenstein (1901–1993), Jurist und Publizist, Redakteur der jüdischen Danziger Rundschau und Verfasser einer Geschichte der Juden in Danzig